# Mario Cuomo
Mario Matthew Cuomo (15. června 1932 – 1. ledna 2015) byl americký demokratický politik. Narodil se v New Yorku do rodiny italského původu. Studoval na newyorské St. John's University a věnoval se rovněž hraní baseballu. Roku 1979 se stal viceguvernérem státu New York; v úřadu zůstal do 31. prosince 1982. Dne 1. ledna 1983 byl jmenován guvernérem státu New York a na této pozici zůstal až do roku 1994. Měl celkem pět dětí, jeho nejstarší syn Andrew Cuomo se roku 2011 stal newyorským guvernérem. Mario Cuomo zemřel 1. ledna 2015 na selhání srdce ve věku 82 let.